# 1521
Portal Geschichte | Portal Biografien | Aktuelle Ereignisse | Jahreskalender | Tagesartikel

◄ |
15. Jahrhundert |
16. Jahrhundert
| 17. Jahrhundert | ►

◄ |
1490er |
1500er |
1510er |
1520er
| 1530er | 1540er | 1550er | ►

◄◄ |
◄ |
1517 |
1518 |
1519 |
1520 |
1521
| 1522 | 1523 | 1524 | 1525 | ► | ►►
Staatsoberhäupter  · Nekrolog · Kunstjahr · Literaturjahr · Musikjahr   · Wissenschaftsjahr
| Januar | Januar | Januar | Januar | Januar | Januar | Januar | Januar |
| Kw     | Mo     | Di     | Mi     | Do     | Fr     | Sa     | So     |
| ------ | ------ | ------ | ------ | ------ | ------ | ------ | ------ |
| 1      |        | 1      | 2      | 3      | 4      | 5      | 6      |
| 2      | 7      | 8      | 9      | 10     | 11     | 12     | 13     |
| 3      | 14     | 15     | 16     | 17     | 18     | 19     | 20     |
| 4      | 21     | 22     | 23     | 24     | 25     | 26     | 27     |
| 5      | 28     | 29     | 30     | 31     |        |        |        |

| Februar | Februar | Februar | Februar | Februar | Februar | Februar | Februar |
| Kw      | Mo      | Di      | Mi      | Do      | Fr      | Sa      | So      |
| ------- | ------- | ------- | ------- | ------- | ------- | ------- | ------- |
| 5       |         |         |         |         | 1       | 2       | 3       |
| 6       | 4       | 5       | 6       | 7       | 8       | 9       | 10      |
| 7       | 11      | 12      | 13      | 14      | 15      | 16      | 17      |
| 8       | 18      | 19      | 20      | 21      | 22      | 23      | 24      |
| 9       | 25      | 26      | 27      | 28      |         |         |         |

| März | März | März | März | März | März | März | März |
| Kw   | Mo   | Di   | Mi   | Do   | Fr   | Sa   | So   |
| ---- | ---- | ---- | ---- | ---- | ---- | ---- | ---- |
| 9    |      |      |      |      | 1    | 2    | 3    |
| 10   | 4    | 5    | 6    | 7    | 8    | 9    | 10   |
| 11   | 11   | 12   | 13   | 14   | 15   | 16   | 17   |
| 12   | 18   | 19   | 20   | 21   | 22   | 23   | 24   |
| 13   | 25   | 26   | 27   | 28   | 29   | 30   | 31   |

| April | April | April | April | April | April | April | April |
| Kw    | Mo    | Di    | Mi    | Do    | Fr    | Sa    | So    |
| ----- | ----- | ----- | ----- | ----- | ----- | ----- | ----- |
| 14    | 1     | 2     | 3     | 4     | 5     | 6     | 7     |
| 15    | 8     | 9     | 10    | 11    | 12    | 13    | 14    |
| 16    | 15    | 16    | 17    | 18    | 19    | 20    | 21    |
| 17    | 22    | 23    | 24    | 25    | 26    | 27    | 28    |
| 18    | 29    | 30    |       |       |       |       |       |

| Mai | Mai | Mai | Mai | Mai | Mai | Mai | Mai |
| Kw  | Mo  | Di  | Mi  | Do  | Fr  | Sa  | So  |
| 18  |     |     | 1   | 2   | 3   | 4   | 5   |
| 19  | 6   | 7   | 8   | 9   | 10  | 11  | 12  |
| 20  | 13  | 14  | 15  | 16  | 17  | 18  | 19  |
| 21  | 20  | 21  | 22  | 23  | 24  | 25  | 26  |
| 22  | 27  | 28  | 29  | 30  | 31  |     |     |
| --- | --- | --- | --- | --- | --- | --- | --- |

| Juni | Juni | Juni | Juni | Juni | Juni | Juni | Juni |
| Kw   | Mo   | Di   | Mi   | Do   | Fr   | Sa   | So   |
| ---- | ---- | ---- | ---- | ---- | ---- | ---- | ---- |
| 22   |      |      |      |      |      | 1    | 2    |
| 23   | 3    | 4    | 5    | 6    | 7    | 8    | 9    |
| 24   | 10   | 11   | 12   | 13   | 14   | 15   | 16   |
| 25   | 17   | 18   | 19   | 20   | 21   | 22   | 23   |
| 26   | 24   | 25   | 26   | 27   | 28   | 29   | 30   |

| Juli | Juli | Juli | Juli | Juli | Juli | Juli | Juli |
| Kw   | Mo   | Di   | Mi   | Do   | Fr   | Sa   | So   |
| ---- | ---- | ---- | ---- | ---- | ---- | ---- | ---- |
| 27   | 1    | 2    | 3    | 4    | 5    | 6    | 7    |
| 28   | 8    | 9    | 10   | 11   | 12   | 13   | 14   |
| 29   | 15   | 16   | 17   | 18   | 19   | 20   | 21   |
| 30   | 22   | 23   | 24   | 25   | 26   | 27   | 28   |
| 31   | 29   | 30   | 31   |      |      |      |      |

| August | August | August | August | August | August | August | August |
| Kw     | Mo     | Di     | Mi     | Do     | Fr     | Sa     | So     |
| ------ | ------ | ------ | ------ | ------ | ------ | ------ | ------ |
| 31     |        |        |        | 1      | 2      | 3      | 4      |
| 32     | 5      | 6      | 7      | 8      | 9      | 10     | 11     |
| 33     | 12     | 13     | 14     | 15     | 16     | 17     | 18     |
| 34     | 19     | 20     | 21     | 22     | 23     | 24     | 25     |
| 35     | 26     | 27     | 28     | 29     | 30     | 31     |        |

| September | September | September | September | September | September | September | September |
| Kw        | Mo        | Di        | Mi        | Do        | Fr        | Sa        | So        |
| --------- | --------- | --------- | --------- | --------- | --------- | --------- | --------- |
| 35        |           |           |           |           |           |           | 1         |
| 36        | 2         | 3         | 4         | 5         | 6         | 7         | 8         |
| 37        | 9         | 10        | 11        | 12        | 13        | 14        | 15        |
| 38        | 16        | 17        | 18        | 19        | 20        | 21        | 22        |
| 39        | 23        | 24        | 25        | 26        | 27        | 28        | 29        |
| 40        | 30        |           |           |           |           |           |           |

| Oktober | Oktober | Oktober | Oktober | Oktober | Oktober | Oktober | Oktober |
| Kw      | Mo      | Di      | Mi      | Do      | Fr      | Sa      | So      |
| ------- | ------- | ------- | ------- | ------- | ------- | ------- | ------- |
| 40      |         | 1       | 2       | 3       | 4       | 5       | 6       |
| 41      | 7       | 8       | 9       | 10      | 11      | 12      | 13      |
| 42      | 14      | 15      | 16      | 17      | 18      | 19      | 20      |
| 43      | 21      | 22      | 23      | 24      | 25      | 26      | 27      |
| 44      | 28      | 29      | 30      | 31      |         |         |         |

| November | November | November | November | November | November | November | November |
| Kw       | Mo       | Di       | Mi       | Do       | Fr       | Sa       | So       |
| -------- | -------- | -------- | -------- | -------- | -------- | -------- | -------- |
| 44       |          |          |          |          | 1        | 2        | 3        |
| 45       | 4        | 5        | 6        | 7        | 8        | 9        | 10       |
| 46       | 11       | 12       | 13       | 14       | 15       | 16       | 17       |
| 47       | 18       | 19       | 20       | 21       | 22       | 23       | 24       |
| 48       | 25       | 26       | 27       | 28       | 29       | 30       |          |

| Dezember | Dezember | Dezember | Dezember | Dezember | Dezember | Dezember | Dezember |
| Kw       | Mo       | Di       | Mi       | Do       | Fr       | Sa       | So       |
| -------- | -------- | -------- | -------- | -------- | -------- | -------- | -------- |
| 48       |          |          |          |          |          |          | 1        |
| 49       | 2        | 3        | 4        | 5        | 6        | 7        | 8        |
| 50       | 9        | 10       | 11       | 12       | 13       | 14       | 15       |
| 51       | 16       | 17       | 18       | 19       | 20       | 21       | 22       |
| 52       | 23       | 24       | 25       | 26       | 27       | 28       | 29       |
| 1        | 30       | 31       |          |          |          |          |          |

| Januar | Januar | Januar | Januar | Januar | Januar | Januar | Januar |
| Kw     | Mo     | Di     | Mi     | Do     | Fr     | Sa     | So     |
| ------ | ------ | ------ | ------ | ------ | ------ | ------ | ------ |
| 1      |        | 1      | 2      | 3      | 4      | 5      | 6      |
| 2      | 7      | 8      | 9      | 10     | 11     | 12     | 13     |
| 3      | 14     | 15     | 16     | 17     | 18     | 19     | 20     |
| 4      | 21     | 22     | 23     | 24     | 25     | 26     | 27     |
| 5      | 28     | 29     | 30     | 31     |        |        |        |

| Februar | Februar | Februar | Februar | Februar | Februar | Februar | Februar |
| Kw      | Mo      | Di      | Mi      | Do      | Fr      | Sa      | So      |
| ------- | ------- | ------- | ------- | ------- | ------- | ------- | ------- |
| 5       |         |         |         |         | 1       | 2       | 3       |
| 6       | 4       | 5       | 6       | 7       | 8       | 9       | 10      |
| 7       | 11      | 12      | 13      | 14      | 15      | 16      | 17      |
| 8       | 18      | 19      | 20      | 21      | 22      | 23      | 24      |
| 9       | 25      | 26      | 27      | 28      |         |         |         |

| März | März | März | März | März | März | März | März |
| Kw   | Mo   | Di   | Mi   | Do   | Fr   | Sa   | So   |
| ---- | ---- | ---- | ---- | ---- | ---- | ---- | ---- |
| 9    |      |      |      |      | 1    | 2    | 3    |
| 10   | 4    | 5    | 6    | 7    | 8    | 9    | 10   |
| 11   | 11   | 12   | 13   | 14   | 15   | 16   | 17   |
| 12   | 18   | 19   | 20   | 21   | 22   | 23   | 24   |
| 13   | 25   | 26   | 27   | 28   | 29   | 30   | 31   |

| April | April | April | April | April | April | April | April |
| Kw    | Mo    | Di    | Mi    | Do    | Fr    | Sa    | So    |
| ----- | ----- | ----- | ----- | ----- | ----- | ----- | ----- |
| 14    | 1     | 2     | 3     | 4     | 5     | 6     | 7     |
| 15    | 8     | 9     | 10    | 11    | 12    | 13    | 14    |
| 16    | 15    | 16    | 17    | 18    | 19    | 20    | 21    |
| 17    | 22    | 23    | 24    | 25    | 26    | 27    | 28    |
| 18    | 29    | 30    |       |       |       |       |       |

| Mai | Mai | Mai | Mai | Mai | Mai | Mai | Mai |
| Kw  | Mo  | Di  | Mi  | Do  | Fr  | Sa  | So  |
| 18  |     |     | 1   | 2   | 3   | 4   | 5   |
| 19  | 6   | 7   | 8   | 9   | 10  | 11  | 12  |
| 20  | 13  | 14  | 15  | 16  | 17  | 18  | 19  |
| 21  | 20  | 21  | 22  | 23  | 24  | 25  | 26  |
| 22  | 27  | 28  | 29  | 30  | 31  |     |     |
| --- | --- | --- | --- | --- | --- | --- | --- |

| Juni | Juni | Juni | Juni | Juni | Juni | Juni | Juni |
| Kw   | Mo   | Di   | Mi   | Do   | Fr   | Sa   | So   |
| ---- | ---- | ---- | ---- | ---- | ---- | ---- | ---- |
| 22   |      |      |      |      |      | 1    | 2    |
| 23   | 3    | 4    | 5    | 6    | 7    | 8    | 9    |
| 24   | 10   | 11   | 12   | 13   | 14   | 15   | 16   |
| 25   | 17   | 18   | 19   | 20   | 21   | 22   | 23   |
| 26   | 24   | 25   | 26   | 27   | 28   | 29   | 30   |

| Juli | Juli | Juli | Juli | Juli | Juli | Juli | Juli |
| Kw   | Mo   | Di   | Mi   | Do   | Fr   | Sa   | So   |
| ---- | ---- | ---- | ---- | ---- | ---- | ---- | ---- |
| 27   | 1    | 2    | 3    | 4    | 5    | 6    | 7    |
| 28   | 8    | 9    | 10   | 11   | 12   | 13   | 14   |
| 29   | 15   | 16   | 17   | 18   | 19   | 20   | 21   |
| 30   | 22   | 23   | 24   | 25   | 26   | 27   | 28   |
| 31   | 29   | 30   | 31   |      |      |      |      |

| August | August | August | August | August | August | August | August |
| Kw     | Mo     | Di     | Mi     | Do     | Fr     | Sa     | So     |
| ------ | ------ | ------ | ------ | ------ | ------ | ------ | ------ |
| 31     |        |        |        | 1      | 2      | 3      | 4      |
| 32     | 5      | 6      | 7      | 8      | 9      | 10     | 11     |
| 33     | 12     | 13     | 14     | 15     | 16     | 17     | 18     |
| 34     | 19     | 20     | 21     | 22     | 23     | 24     | 25     |
| 35     | 26     | 27     | 28     | 29     | 30     | 31     |        |

| September | September | September | September | September | September | September | September |
| Kw        | Mo        | Di        | Mi        | Do        | Fr        | Sa        | So        |
| --------- | --------- | --------- | --------- | --------- | --------- | --------- | --------- |
| 35        |           |           |           |           |           |           | 1         |
| 36        | 2         | 3         | 4         | 5         | 6         | 7         | 8         |
| 37        | 9         | 10        | 11        | 12        | 13        | 14        | 15        |
| 38        | 16        | 17        | 18        | 19        | 20        | 21        | 22        |
| 39        | 23        | 24        | 25        | 26        | 27        | 28        | 29        |
| 40        | 30        |           |           |           |           |           |           |

| Oktober | Oktober | Oktober | Oktober | Oktober | Oktober | Oktober | Oktober |
| Kw      | Mo      | Di      | Mi      | Do      | Fr      | Sa      | So      |
| ------- | ------- | ------- | ------- | ------- | ------- | ------- | ------- |
| 40      |         | 1       | 2       | 3       | 4       | 5       | 6       |
| 41      | 7       | 8       | 9       | 10      | 11      | 12      | 13      |
| 42      | 14      | 15      | 16      | 17      | 18      | 19      | 20      |
| 43      | 21      | 22      | 23      | 24      | 25      | 26      | 27      |
| 44      | 28      | 29      | 30      | 31      |         |         |         |

| November | November | November | November | November | November | November | November |
| Kw       | Mo       | Di       | Mi       | Do       | Fr       | Sa       | So       |
| -------- | -------- | -------- | -------- | -------- | -------- | -------- | -------- |
| 44       |          |          |          |          | 1        | 2        | 3        |
| 45       | 4        | 5        | 6        | 7        | 8        | 9        | 10       |
| 46       | 11       | 12       | 13       | 14       | 15       | 16       | 17       |
| 47       | 18       | 19       | 20       | 21       | 22       | 23       | 24       |
| 48       | 25       | 26       | 27       | 28       | 29       | 30       |          |

| Dezember | Dezember | Dezember | Dezember | Dezember | Dezember | Dezember | Dezember |
| Kw       | Mo       | Di       | Mi       | Do       | Fr       | Sa       | So       |
| -------- | -------- | -------- | -------- | -------- | -------- | -------- | -------- |
| 48       |          |          |          |          |          |          | 1        |
| 49       | 2        | 3        | 4        | 5        | 6        | 7        | 8        |
| 50       | 9        | 10       | 11       | 12       | 13       | 14       | 15       |
| 51       | 16       | 17       | 18       | 19       | 20       | 21       | 22       |
| 52       | 23       | 24       | 25       | 26       | 27       | 28       | 29       |
| 1        | 30       | 31       |          |          |          |          |          |

## Ereignisse

### Politik und Weltgeschehen

#### Portugal und seine Kolonien
- Duarte de Meneses wird als Nachfolger von Diogo Lopes de Sequeira zum 5. Gouverneur von Portugiesisch-Indien ernannt. Am 5. April verlässt er mit einer zwölf Schiffe umfassenden Flotte Lissabon.
- 13. Dezember: Johann III. aus dem Haus Avis wird nach dem Tod seines Vaters Manuel I. König von Portugal. Die Thronbesteigung erfolgt am 19. Dezember. Das Land befindet sich zu diesem Zeitpunkt auf dem Höhepunkt seiner Macht. Johann führt die expansive Kolonialpolitik seiner Vorgänger fort.

#### Comuneros-Aufstand in Kastilien

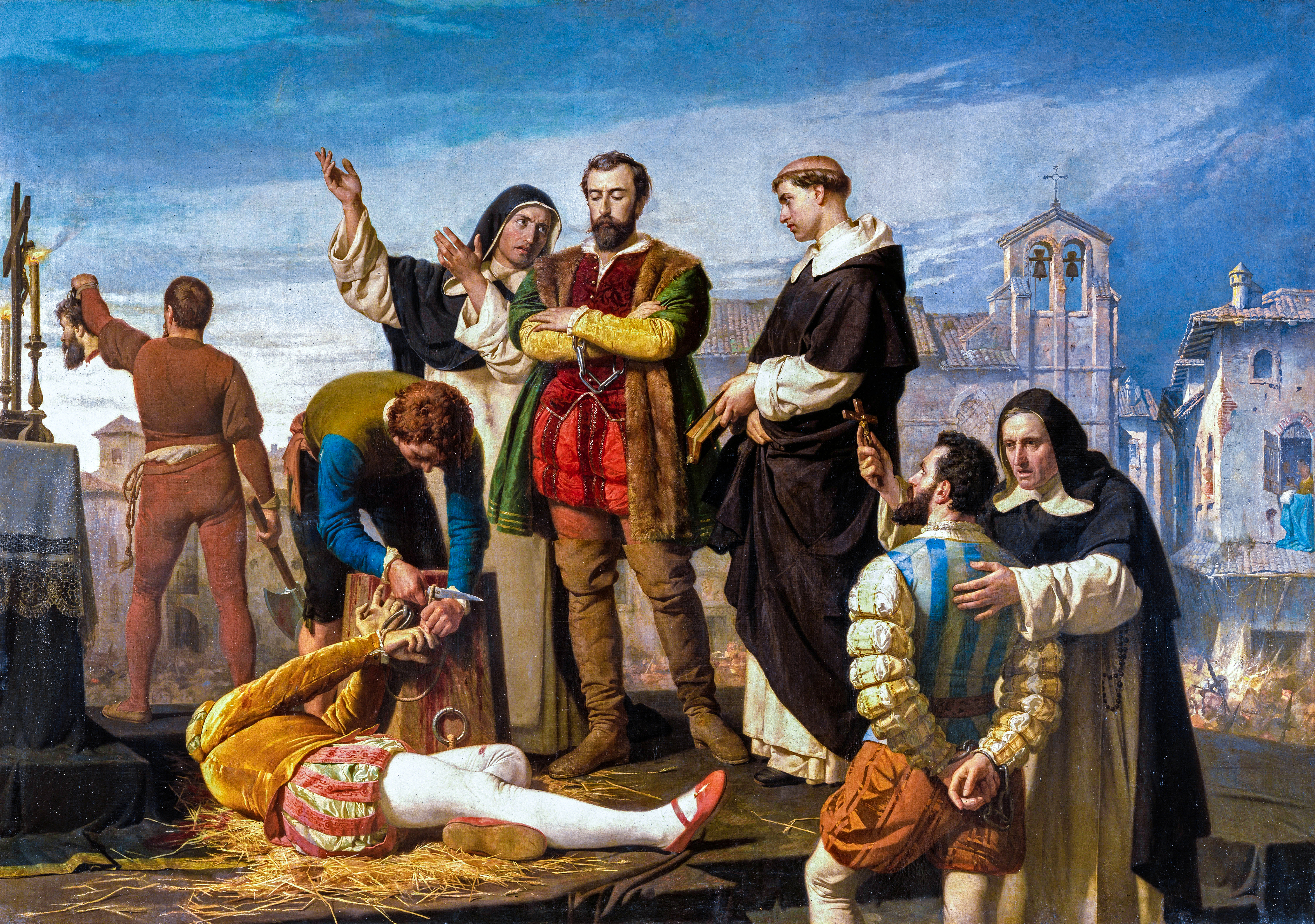
Hinrichtung der Comuneros, Antonio Gisbert, Historiengemälde von 1860

- Februar: Die Aufständischen des Comuneros-Aufstandes in Kastilien unter Juan de Padilla siegen bei Torrelobaton gegen die Truppen des spanischen Königs Karl I., was dessen militärische Überlegenheit aber nicht gefährdet, da er Verstärkungen aus dem übrigen Habsburgerreich heranholt.
- 23. April: In der Schlacht von Villalar gelingt Karl I. von Spanien ein entscheidender Sieg. Juan de Padilla und andere Anführer des Comuneros-Aufstandes, der 1520 in Spanien begonnen hat, werden einen Tag nach ihrer Niederlage hingerichtet.
- 25. Oktober: Maria Pacheco, die Witwe des im April hingerichteten Juan de Padilla, handelt mit König Karl I. die Kapitulation der Stadt Toledo aus, bei der das Leben der Aufständischen, die sich in der Stadt aufhalten, geschont werden soll.

#### Heiliges Römisches Reich
- 28. April: Auf dem Reichstag zu Worms wird zum ersten Mal eine Teilung der beiden habsburgischen Herrschaftsbereiche Spanien und Österreich beschlossen. Dieser Hausvertrag umfasste die Erbfolge in Niederösterreich und Innerösterreich zugunsten Ferdinands I., während Kaiser Karl V. den spanischen Herrschaftsbereich erhält. Ferner wird für die Zeit der Abwesenheit Karls aus dem Reich ein Reichsregiment unter dem Vorsitz Ferdinands gebildet.
- spätestens 26. Mai: Auf dem Wormser Reichstag wird weiters eine Reichsmatrikelordnung beschlossen.
- 26. Mai: Linzer Hochzeit: Der spätere Kaiser Ferdinand I. heiratet in Linz Anna von Böhmen und Ungarn, was den Weg für die habsburgische Donaumonarchie bereitet.

Die zum Hochstift Hildesheim gehörige Burg Peine wird während der Hildesheimer Stiftsfehde von Truppen des Fürstentums Braunschweig-Wolfenbüttel neuerlich mehrere Monate vergeblich belagert.

#### Italienische Kriege
Nach dem Tod der Suzanne de Bourbon-Beaujeu am 28. April im Alter von knapp 30 Jahren fordern König Franz I. von Frankreich und seine Mutter Luise von Savoyen und ihr Sohn das Erbe für sich. Daraus entwickelt sich ein Konflikt mit Suzannes Ehemann Charles III. de Bourbon-Montpensier, der weitreichende politische Folgen haben wird.

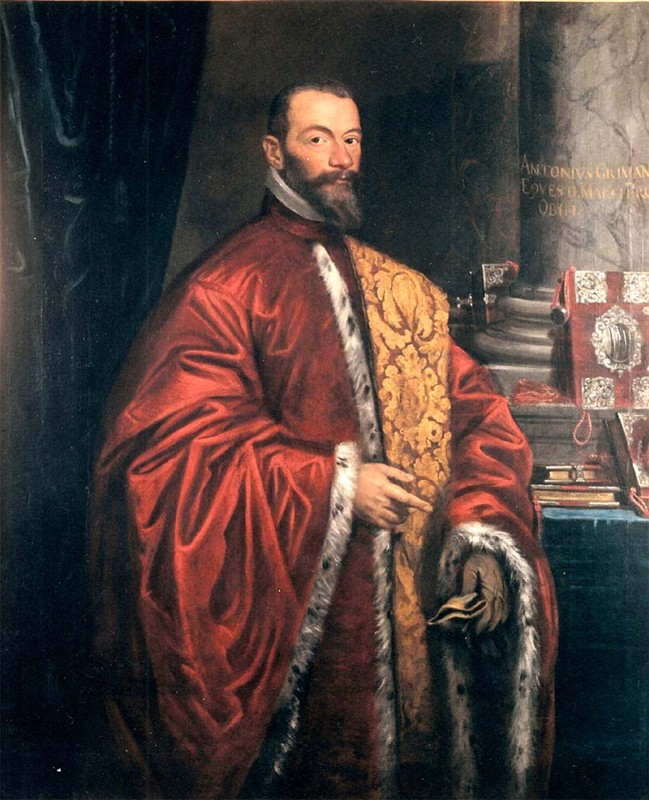
Antonio Grimani

Der 86-jährige Antonio Grimani wird am 6. Juli als Nachfolger des am 21. Juni gestorbenen Leonardo Loredan zum Dogen von Venedig gewählt, obwohl er im Jahr 1499 nach einer militärischen Niederlage wegen Hochverrats verurteilt aus Venedig fliehen musste und erst 1510 nach großzügigen Zahlungen seiner Familie wieder zurückkehren konnte. Grimani erbt von seinem Vorgänger eine wegen der enormen Kriegskosten hoch verschuldete Staatskasse.
König Karl V. verbündet sich mit Papst Leo X. aus dem Hause Medici und Heinrich VIII. von England gegen den französischen König Franz I., der im Bündnis mit Genua, Venedig und Ferrara über Mailand das Königreich Neapel angreifen wollte, um so die habsburgische Umklammerung zu lösen. Im November erobert der kaiserliche Feldherr Fernando Francesco d’Avalos di Pescara das Herzogtum Mailand wieder für das Heilige Römische Reich.

#### Skandinavien

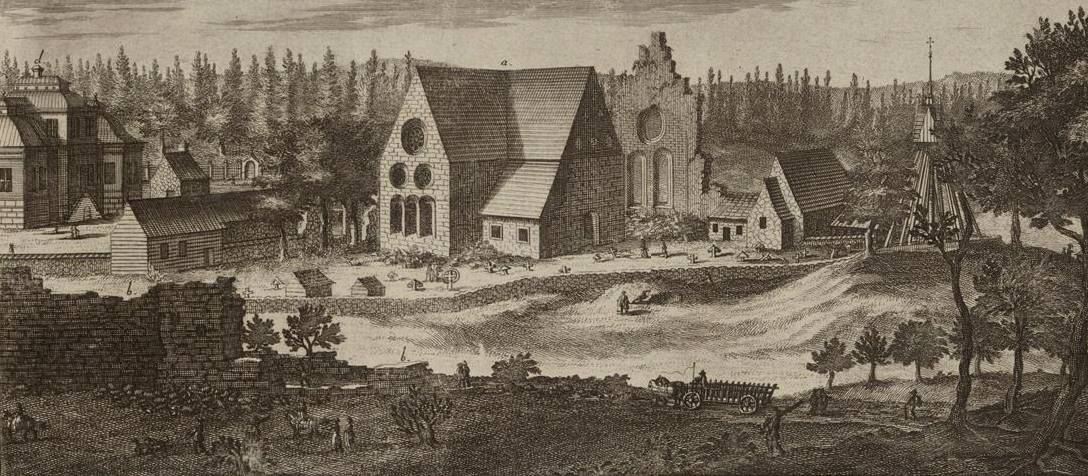
Kloster Nydala nach der Plünderung

Als Folge des im November des Vorjahres durch König Christian II. und Erzbischof Gustav Trolle angerichteten Stockholmer Blutbades am schwedischen Adel beginnt unter Gustav Wasa von Dalarna aus der Schwedische Befreiungskrieg. Die antidänische Propaganda wird noch befeuert, als Christian II. im Februar auf dem Rückweg von Stockholm nach Dänemark angeblich das Kloster Nydala plündert und den Abt und die Mönche im See ertränken lässt.
Die Aufständischen unter Gustav Wasa erringen Anfang April einen ersten Sieg über die Truppen Christians bei Brunnbäck. Ende April ist Gustav Wasa Herr über Dalarna, Gästrikland, Västmanland und Närke. Im Juni steht er mit seinem Bauernheer vor Stockholm, doch die Erstürmung der Stadt ist ausgeschlossen, da es ihm an kriegstauglichem Volk und Belagerungsmaterial fehlt.
Nachdem es Gustav Wasa gelungen ist, weite Teile Schwedens unter seine Kontrolle zu bringen, wird er am 23. August zum Reichsverweser ausgerufen.

#### Osteuropa
Ein überraschender Vorstoß des Krimchans Mehmed I. Giray über die Oka am 28. Juni trifft die zur Verteidigung der Moskauer Südgrenze eingesetzten Verbände unvorbereitet und löst eine panikartige Flucht aus. Die Tataren dringen im Juli bis fast vor die Mauern Moskaus vor, ziehen sich aber ebenso überraschend am 12. August wieder zurück.
Im Zusammenhang mit dem Einfall der Krimtataren gelingt dem Rjasaner Fürsten Iwan Iwanowitsch, der auf Befehl Wassilis III. inhaftiert worden ist, am 29. Juni die Flucht nach Litauen. Das Fürstentum Rjasan wird daraufhin endgültig dem Großfürstentum Moskau einverleibt.

#### Osmanisches Reich/Balkan

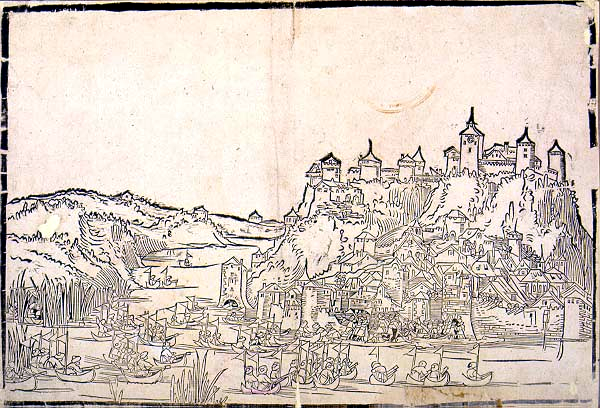
Holzschnitt der Belagerung von Belgrad

- 30. Juni bis 29. August: Belgrad wird nach knapp zweimonatiger Belagerung durch die ottomanische Armee von Süleyman I. eingenommen. Damit liegt Mitteleuropa offen vor den Osmanen. In den nächsten Jahren folgt die Eroberung Ungarns, die die Eroberer bis nach Wien führt.

#### Amerika
- 28. April: Spanische Eroberung Mexikos: Die Spanier unter Hernán Cortés beginnen neuerlich mit der Belagerung der aztekischen Hauptstadt Tenochtitlan.
- 13. August: Die Spanier erobern und zerstören Tenochtitlan, das vier Tage lang geplündert wird. Cuauhtémoc, der letzte Herrscher der Azteken, wird auf der Flucht aufgegriffen und gefangen genommen.

#### Magellans Weltumsegelung

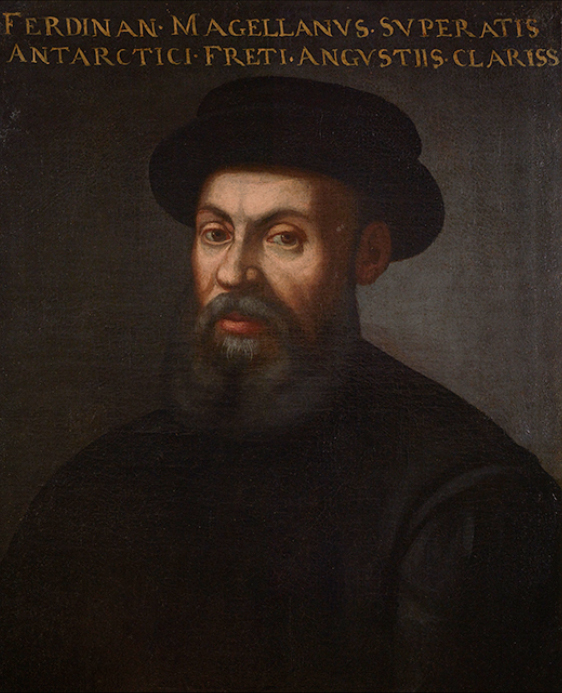
Ferdinand Magellan

Die Ende des Vorjahres nach der Durchfahrt durch die Allerheiligenstraße begonnene Überquerung des Pazifiks durch die Expedition unter Ferdinand Magellan dauert drei Monate und 20 Tage, während derer bis auf zwei winzige, unbewohnte Inseln kein Land zu sehen ist. Ein Großteil der Mannschaft erkrankt an Skorbut; es gibt an Bord der Schiffe nichts mehr zu essen außer mit Würmern und Rattenkot durchsetztem Zwieback. Die Seeleute beginnen daher, in Salzwasser gedünstetes und geröstetes Leder oder Suppe aus Sägespänen zu essen. Besonders begehrt sind Ratten, die die Seeleute für eine halbe Dukate verkaufen. Mindestens 19 Männer sterben.
- 24. Januar: Magellan erreicht auf seiner Weltumrundung eine Insel, die er San Pablo tauft. Wahrscheinlich ist sie mit der Insel Puka-Puka in Polynesien identisch. Gemäß dem Logbuch von Francisco Albo, dem Navigator der Victoria, ist die unbewohnte Insel mit Bäumen gesäumt und voller Vögel.
- 6. März: Die Expedition von Ferdinand Magellan erreicht die Marianen. Als die Flotte vor einer der Inseln, wahrscheinlich Guam ankert, versuchen die Einheimischen, eines der Beiboote zu entern. Magellan lässt daraufhin einige Ureinwohner töten und ihre Häuser niederbrennen. Die Inseln nennt er Islas de los Ladrones (Inseln der Diebe).
- Nachdem sie die dringend benötigten Vorräte aufgenommen hat, segelt die Flotte weiter und erreicht am 16. März die Philippinen und landet auf der Insel Homonhon. Zu diesem Zeitpunkt sind von den ursprünglich 237 Mann noch rund 150 am Leben. Mit Hilfe seines Sklaven Enrique als Dolmetscher kann Magellan mit dem Fürsten von Limasawa Geschenke austauschen.
- 7. April: Ferdinand Magellan erreicht Cebu, wo es ihm gelingt, den dortigen Fürsten und viele seiner Untertanen zum Christentum zu bekehren. Häuptling Lapu-Lapu auf der Nachbarinsel Mactan lehnt jedoch eine spanische Oberherrschaft und Missionierung ab. Daraufhin versucht Magellan, Lapu-Lapu und sein Dorf militärisch zu unterwerfen.

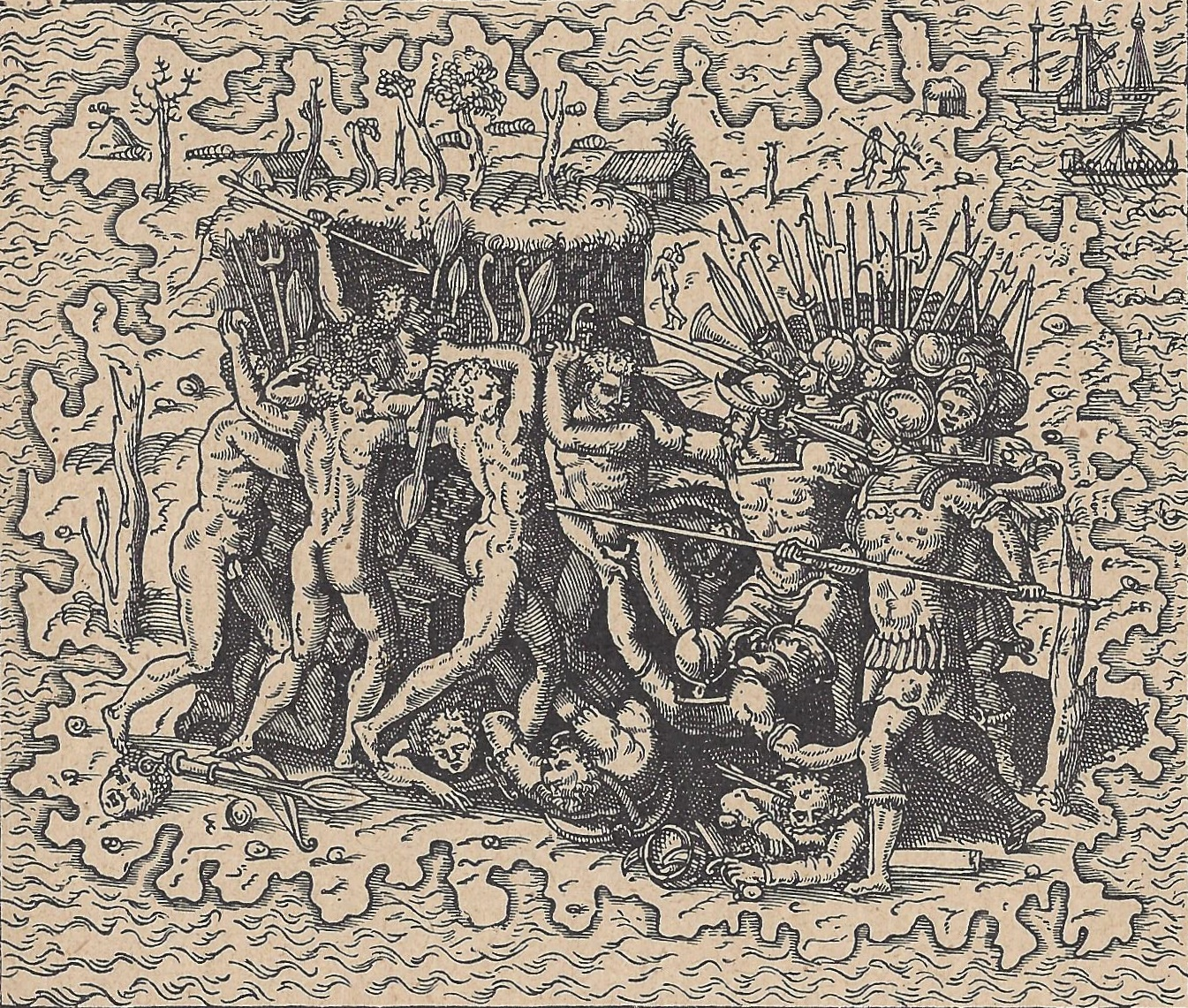
Magellans Tod.
Holzschnitt, 16. Jahrhundert

- 27. April: Bei dem Versuch, die Einwohner der Insel Mactan gewaltsam zum Christentum zu bekehren, kommt es zu einem Gefecht mit Häuptling Lapu-Lapu, bei dem mehrere Spanier getötet werden. Unter den Toten befindet sich auch Admiral Ferdinand Magellan. Den Berichten seines Chronisten Antonio Pigafetta zufolge kämpft er noch im Wasser stehend als einer der letzten, um den Rückzug seiner Leute zu decken. Bald nach dem Angriff sagt sich auch der Fürst von Cebu wieder vom Christentum los.
- 1. Mai: Der malaiische Sklave und Übersetzer Enrique Melaka entkommt bei einem Bankett auf Cebu, bei dem 35 spanische Teilnehmer ermordet werden. Die Übrigen können knapp entkommen, doch sind sie nun so wenige, dass sie die Concepción versenken und die Überlebenden auf die Trinidad und Victoria verteilen. Der Steuermann João Lopes Carvalho wird zum neuen Generalkapitän gewählt. Mit den beiden verbliebenen Schiffen segeln die Überlebenden weiter nach Borneo, wo sie 35 Tage in Brunei verbringen. Nach einer überhasteten Flucht wird João Lopes Carvalho als Generalkapitän ab- und an seiner Stelle Gómez de Espinosa eingesetzt. Zum Kapitän der Victoria wird der frühere Meister der Concepción, Juan Sebastián Elcano, gewählt.
- 6. November: Die Expedition erreicht die Molukkeninsel Tidore, wo sie Gewürze aufnehmen kann. Die dortigen Einwohner kennen Europäer, weil die Portugiesen bereits über Afrika und Indien dorthin gelangt sind.
- 21. Dezember: Das Hauptschiff Victoria macht sich auf den Heimweg, während die Trinidad noch Reparaturarbeiten unterliegt.

#### Stadtrechte und urkundliche Ersterwähnungen
- Landau tritt an Stelle des 1515 ausgeschiedenen Mülhausen dem elsässischen Zehnstädtebund bei.
- Mulegns wird erstmals urkundlich erwähnt.

### Kultur
| Kultur | Kultur |
| --- | ------ |
| - Cinquecento in Italien - Renaissance - Hochrenaissance in Italien - Frührenaissance im deutschsprachigen Raum - Spätgotik - Manuelinik in Portugal - Plateresker Stil in Spanien |        |

#### Architektur und Bildende Kunst

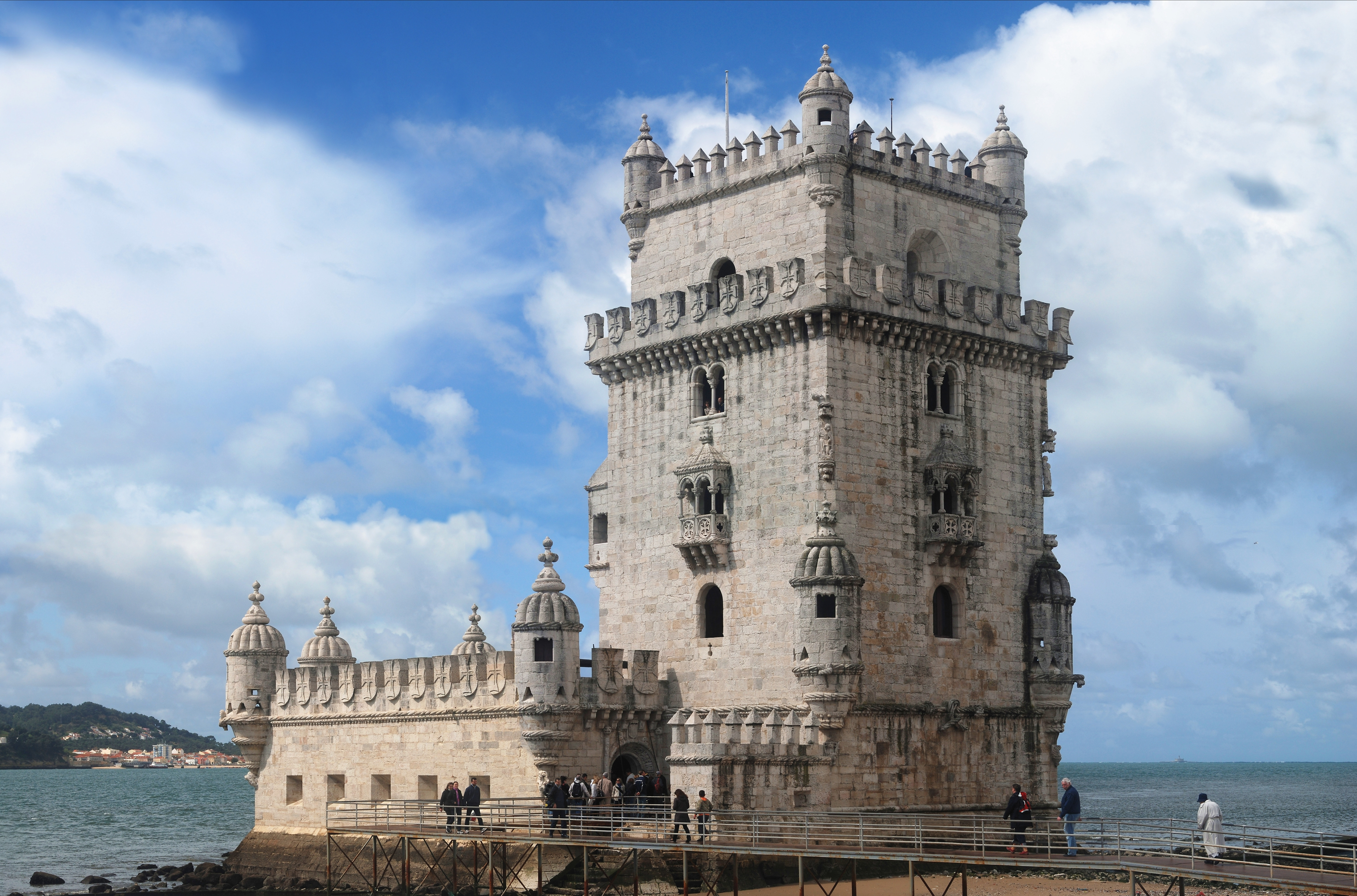
Torre de Belém

Der Torre de Belém bei Lissabon wird nach sechsjähriger Bauzeit fertiggestellt. Das Bauwerk dient als Leuchtturm, gemeinsam mit einem zweiten Turm am anderen Ufer des Tejo als Bollwerk gegen feindliche Schiffe sowie als Gefängnis und Waffenlager. Es ist eines der letzten fertiggestellten Bauwerke der Manuelinik. Mit dem Tod König Manuels I. am 13. Dezember neigt sich dieser nur in Portugal beheimatete Architekturstil dem Ende zu.
- 1521/22: Hans Holbein der Jüngere malt in Öl auf Lindenholz Der Leichnam Christi im Grabe. Es zeigt den realistisch dargestellten toten Christus in einer steinernen Grabnische. Ursprünglich vermutlich als Epitaph vorgesehen, gelangt das Gemälde wegen des Basler Bildersturms jedoch nie an den geplanten Aufstellungsort. Das Gemälde bleibt im Privatbesitz der Familie des vermutlichen Auftraggebers Bonifacius Amerbach.

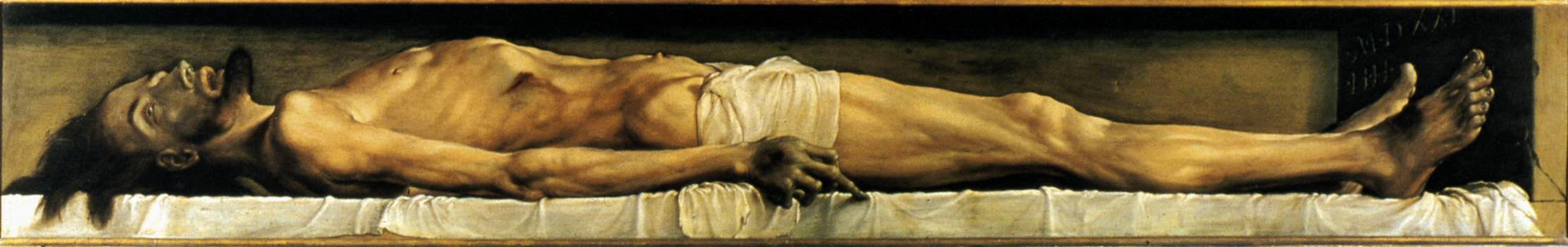
Hans Holbein: Der Leichnam Christi im Grabe, Öl und Tempera auf Lindenholz

#### Literatur

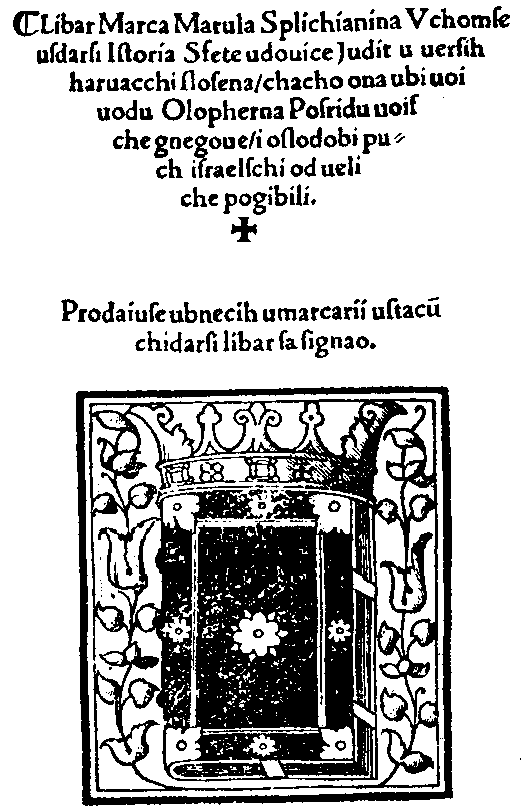
Judita

### Gesellschaft

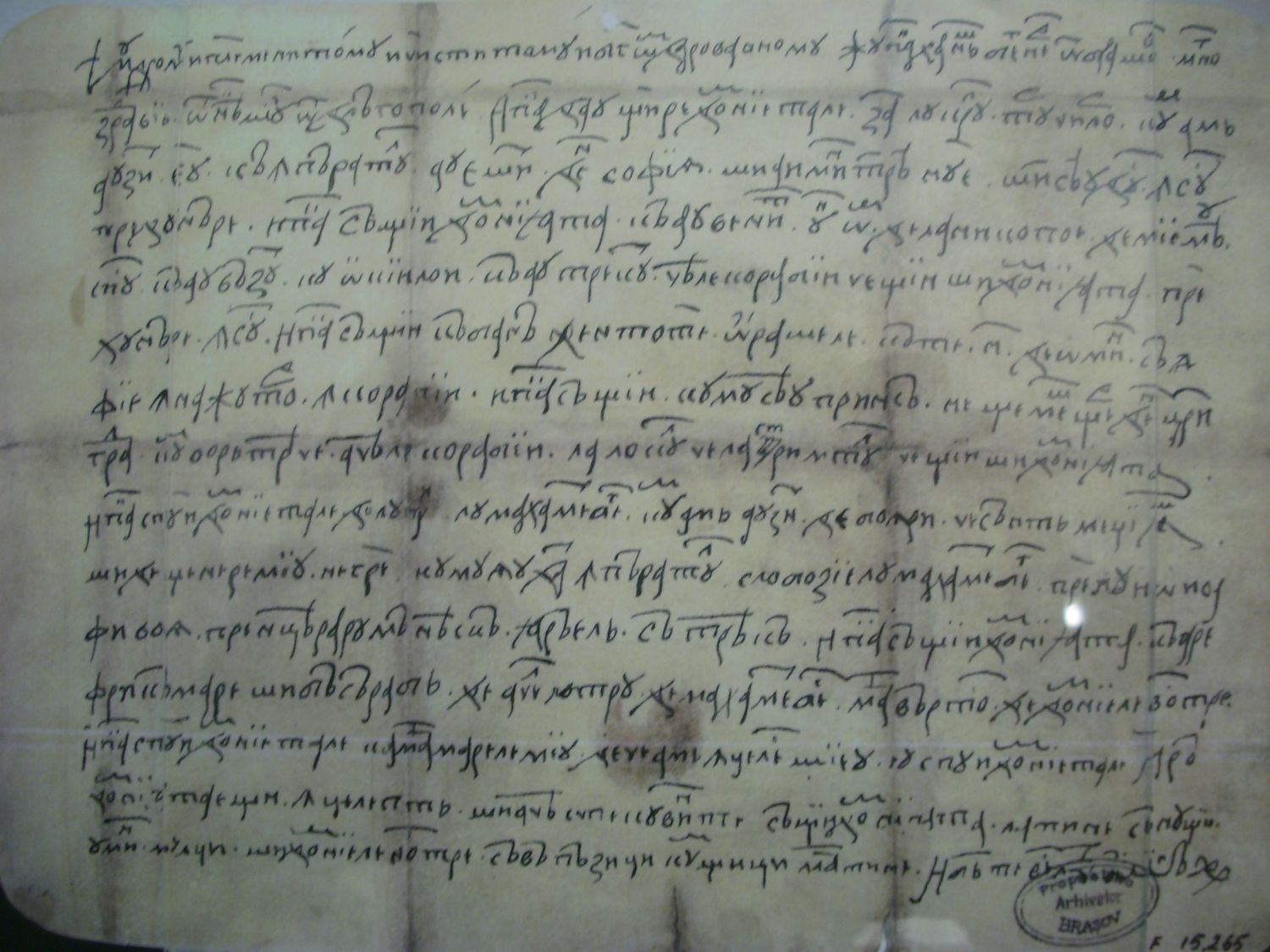
Originaltext in kyrillischer Schrift von Neacșus Brief

Neacșus Brief ist das älteste bekannte Dokument in rumänischer Sprache. Der Brief wird am 29./30. Juni vom Kaufmann Neacșu Lupu in Câmpulung (Langenau) in kyrillischer Schrift verfasst und an Johannes Benkner, Stadtrichter von Kronstadt (Brașov) adressiert. Er enthält Informationen über einen bevorstehenden osmanischen Angriff auf die Walachei und möglicherweise auch auf Siebenbürgen.
Das Spiel Patolli wird in Mexiko verboten. Die römisch-katholische Kirche im Land misst dem Spiel religiöse Bedeutung zu und vermutet in ihm „heidnische Gräuel“.

### Religion

#### Katholische Kirche

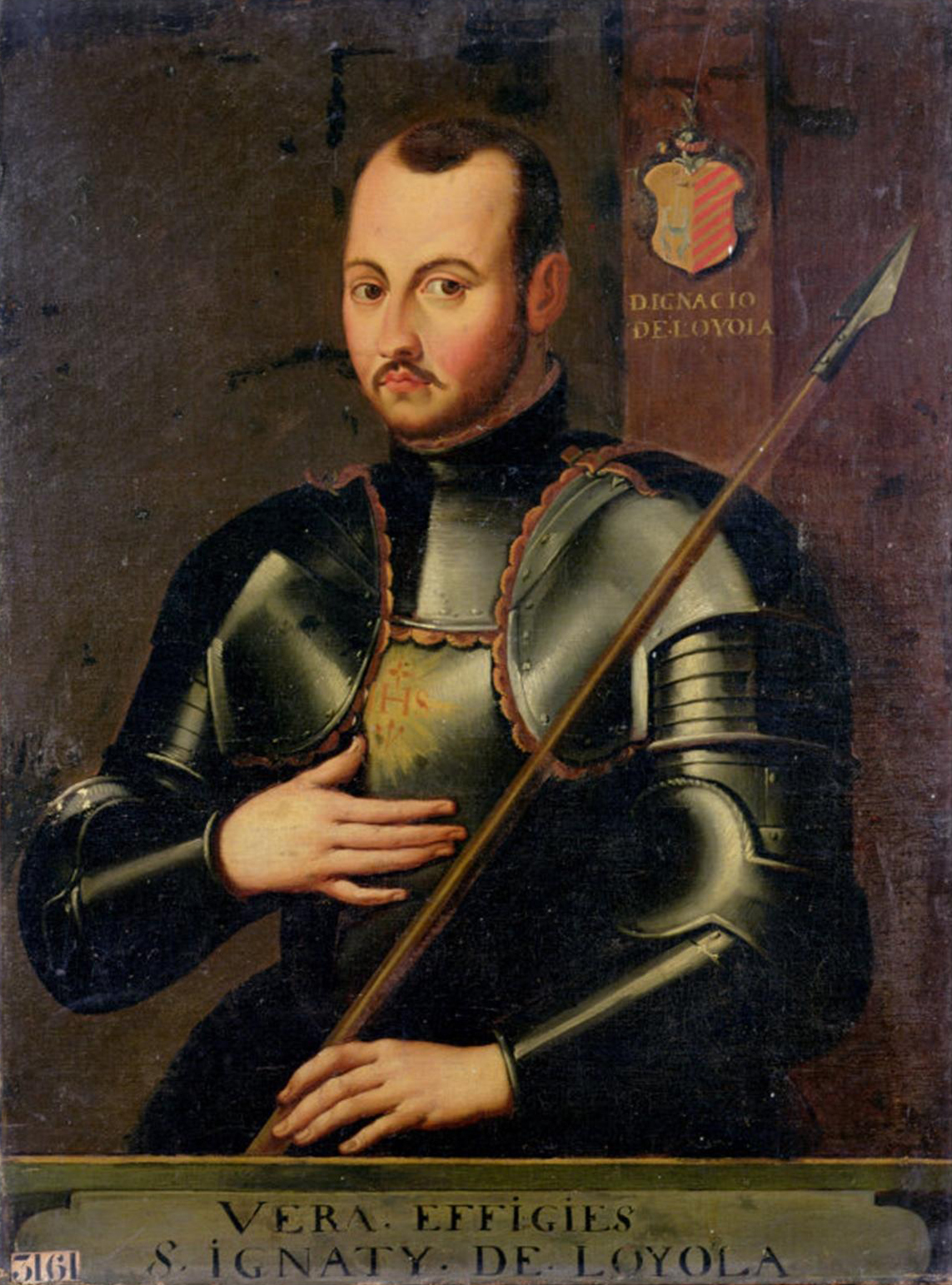
Ignatius von Loyola als junger Offizier

Der baskische Adelige Ignatius von Loyola erleidet am 20. Mai bei der Verteidigung Pamplonas gegen französische Truppen während der italienischen Kriege eine schwere Verletzung durch eine Kanonenkugel. Wie er später in seiner Autobiographie berichten wird, liest er auf dem Krankenlager statt der bevorzugten Ritterromanzen eine Sammlung von Heiligenlegenden sowie eine Lebensbeschreibung Christi und kommt deshalb dazu, über seine Lebensweise nachzudenken. Während seiner Rekonvaleszenz im Kloster Montserrat legt er seine Lebensbeichte ab, die der Überlieferung nach drei Tage dauert.

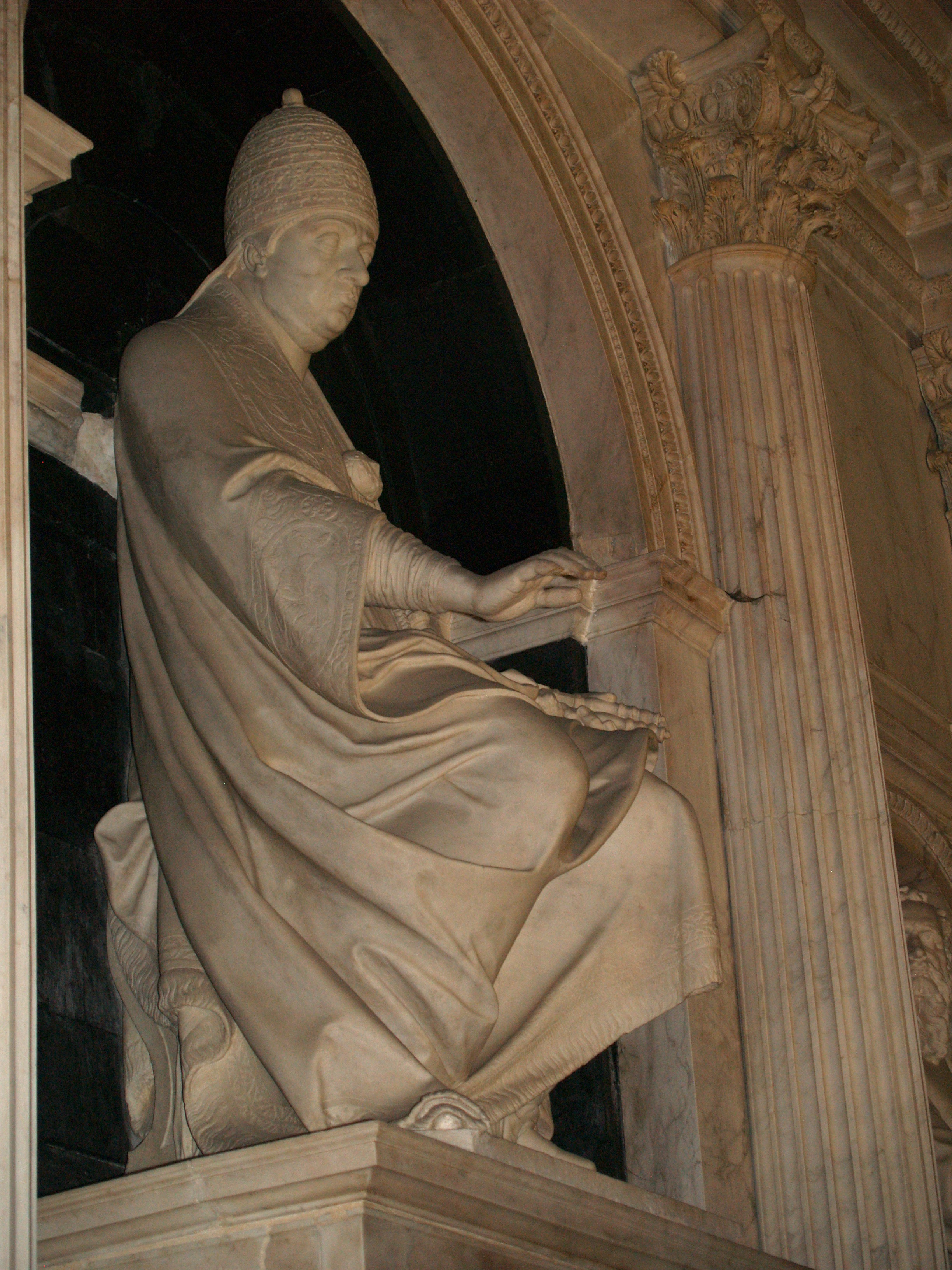
Grabmal Leos X.

Papst Leo X. stirbt am 1. Dezember in Rom. Sein Tod an einer Wintergrippe mit Fieberschüben ist so plötzlich, dass er nicht einmal die Sterbesakramente erhalten kann. Da sein Leichnam schnell von Schwellungen und schwarzen Verfärbungen entstellt ist, argwöhnen Anhänger des Medici-Papstes, er könne eines unnatürlichen Todes gestorben sein. Der Verdacht fällt auf den Mundschenk Malaspina, der ihn im Auftrag französischer Sympathisanten vergiftet haben soll. Doch sowohl das Verhör des Verdächtigten als auch die Obduktion bringen keine eindeutigen Hinweise auf einen Giftmord und Malaspina wird freigelassen. Aufgrund der hohen Schulden, die Leo X. hinterlässt, können angeblich nicht einmal die Kerzen für seine Bestattung bezahlt werden. Seine Gebeine werden in der Kirche Santa Maria sopra Minerva bestattet. Das Konklave zur Wahl seines Nachfolgers wird am 27. Dezember einberufen, kann sich aber bis Ende des Jahres nicht auf einen Nachfolger einigen.

#### Luther und die Reformation
- 3. Januar: Papst Leo X. erlässt die Päpstliche Bulle Decet Romanum Pontificem, mit der er den deutschen Reformator Martin Luther exkommuniziert, nachdem dieser der in der Bannandrohungsbulle Exsurge Domine enthaltenen Aufforderung zum Widerruf seiner Thesen keine Folge geleistet hat. Luther und seine Anhänger werden überdies zu Häretikern deklariert.

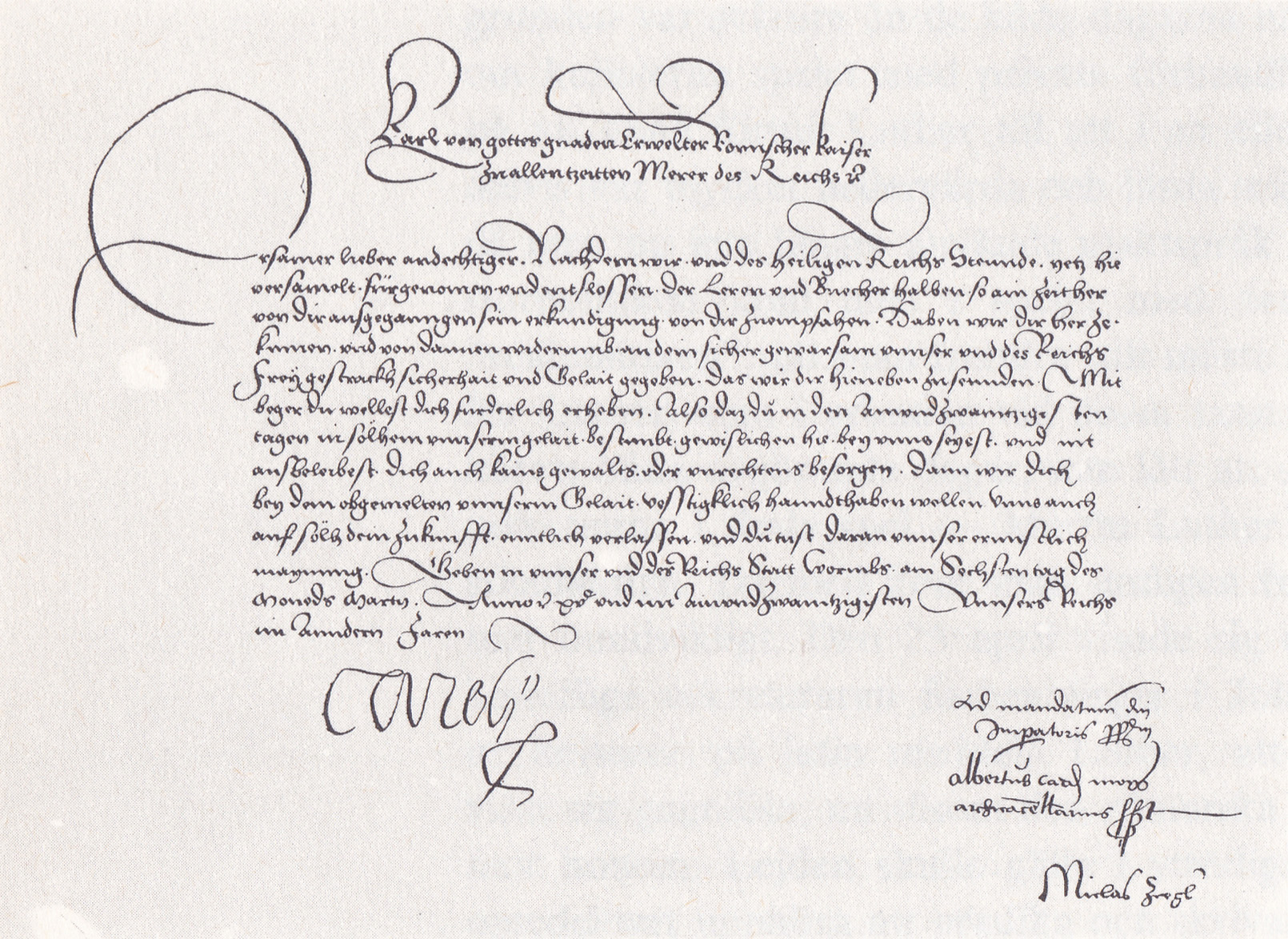
Ladungsschreiben an Martin Luther zum Reichstag

- 6. März: Kaiser Karl V. spricht die Vorladung an Luther zum Reichstag zu Worms aus und lässt ihm einige Tage später über Kurfürst Friedrich das freie kaiserliche Geleit nach Worms zusichern. Vermutlich am 29. März überreicht Reichsherold Kaspar Sturm Luther in Wittenberg das Ladungsschreiben.
- 16. April: Martin Luther trifft nach zweiwöchiger Reise in Worms ein.
- Radikale Reformation: Nach einem gescheiterten Aufruhr gegen den Magistrat von Zwickau lassen sich die von Luther despektierlich als Zwickauer Propheten bezeichneten Tuchknappen Nikolaus Storch und Thomas Drechsel sowie der Student Markus Thomas Badstübner in Wittenberg nieder. Unter ihren sogenannten „72 Jüngern“ befindet sich auch der Prediger Thomas Müntzer, der Zwickau allerdings am 17. April auf Druck des Magistrats verlassen muss.

Ort der Begegnung von Kaiser Karl V. und Luther: Der Bischofshof in Worms

- 17./18. April: Auf dem Reichstag zu Worms verteidigt Luther seine Lehre.
- 26. April: Martin Luther und seine Begleiter verlassen Worms in Richtung Frankfurt am Main.
- 4. Mai: Martin Luther wird auf der Heimreise vom Wormser Reichstag bei Schloss Altenstein zum Schein entführt und zur Wartburg gebracht.
- 8. Mai: Die Reichsacht wird über Luther verhängt.
- 25. Mai: Der Reichstag zu Worms geht zu Ende.
- 26. Mai: Das Wormser Edikt über die Reichsacht für Reformator Martin Luther wird öffentlich bekannt.
- Martin Luther beginnt im Dezember auf der Wartburg in Thüringen das Neue Testament zu übersetzen.

### Katastrophen
- 25. Juli bis 6. Dezember: Hamburg wird von einer schweren Pestepidemie heimgesucht.
- Auch auf den britischen Inseln, insbesondere in York und London, wütet die Pest.

## Geboren

### Geburtsdatum gesichert
- 02. Januar: Hermann tom Ring, deutscher Maler († 1596)
- 25. Januar: Paul von Eitzen, deutscher Theologe und Reformator († 1598)
- 06. Februar: Sebastian Ochsenkhun, deutscher Lautenist und Komponist († 1574)
- 21. März: Moritz von Sachsen, Herzog und Kurfürst von Sachsen († 1553)
- 25. März: Simon Musaeus, deutscher evangelischer Theologe und Reformator († 1576)
- 05. April: Francesco Laparelli, italienischer Ingenieur und Baumeister († 1570)
- 11. April: Johann Ulrich Zasius, Reichsvizekanzler des Heiligen Römischen Reiches († 1570)
- 14. April: Johannes Marbach, deutscher lutherischer Theologe, Reformator und Konfessionalist († 1581)
- 18. April: François de Coligny-d’Andelot, Generaloberst der französischen Infanterie († 1569)
- 08. Mai: Petrus Canisius, deutscher Theologe, Kirchenlehrer und Gegenreformator († 1597)
- 18. Juni: Maria von Portugal, Infantin von Portugal, Patronin der Literatur und Künste († 1577)
- 29. Juni: Johann, Herzog von Schleswig-Holstein-Hadersleben († 1580)
- 25. Juli: Reichard, Pfalzgraf und Herzog von Simmern († 1598)
- 04. August: Giambattista Castagna, unter dem Namen Urban VII. Papst († 1590)
- 12. August: Jacob Heerbrand, deutscher lutherischer Theologe, Reformator und Kanzler der Eberhard Karls Universität Tübingen († 1600)
- 19. August: Lodovico Guicciardini, italienischer Kaufmann, Kartograph, Humanist, Geograph, Politiker, Chronist und Schriftsteller († 1589)
- 01. September: Beat Ludwig von Mülinen, Schultheiss von Bern († 1597)
- 10. September: Thomas Wyatt, englischer Rebellenführer († 1554)
- 13. September: William Cecil, 1. Baron Burghley, englischer Politiker († 1598)
- 01. Oktober: Friedrich Magnus I., Graf von Solms-Laubach († 1561)
- 01. Dezember: Takeda Shingen, Daimyō der japanischen Sengoku-Zeit († 1573)
- 13. Dezember: Felice Peretti di Montalto, unter dem Namen Sixtus V. Papst († 1590)

### Genaues Geburtsdatum unbekannt
- Anne Askew, englische protestantische Märtyrerin († 1546)
- Andrea Lancelotto Avellino, italienischer Ordenspriester und katholischer Heiliger († 1608)
- Francesco Ciceri, italienischer Humanist und Hochschullehrer († 1596)
- Johannes Criginger, deutscher lutherischer Theologe, Kartograph und Schriftsteller († 1571)
- Valentin Erythräus, deutscher Pädagoge († 1576)
- Xu Wei, chinesischer Maler, Dichter und Dramatiker († 1593)

### Geboren um 1521
- Charles Brandon, englisches Parlamentsmitglied († 1551)
- Antoine Caron, französischer Maler († 1599)

## Gestorben

### Todesdatum gesichert
- 06. Januar: Guillaume III. de Croÿ, Fürstbischof von Cambrai und Erzbischof von Toledo (* 1498)
- 10. Januar: Fabrizio del Carretto, Großmeister des Johanniterordens auf Rhodos (* 1455)
- 21. Januar: Henning Göde, deutscher Jurist, Geistlicher und kurfürstlich-sächsischer Rat (* um 1450)
- 25. Februar: Johann Schönsperger, deutscher Buchdrucker und Händlerverleger (* um 1455)
- 04. März: Rudolf Agricola, deutscher Drucker und Autor (* 1490)
- 07. März: Benedetto Buglioni, Florentiner Bildhauer und Terrakottabildner (* 1459/60)
- 15. März: Johann II., Herzog von Kleve und Graf von der Mark (* 1458)
- 29. März: Christoph von Schroffenstein, Bischof von Brixen (* um 1460)
- 02. April: Erasmus Stella, deutscher Arzt, Historiker und Bürgermeister von Zwickau (* 1460)
- 08. April: Wilhelm II. von Pernstein, Oberstlandkämmerer von Mähren (* 1438)
- 12. April: Piero di Cosimo, italienischer Maler und Zeichner (* 1462)
- 24. April: Juan de Padilla, Führer des Comuneros-Aufstandes in Spanien (* 1490)
- 27. April: Ferdinand Magellan, portugiesischer Seefahrer im Dienste der spanischen Krone (* 1480)
- 28. April: Suzanne de Bourbon-Beaujeu, Herzogin von Bourbon (* 1491)
- 10. Mai: Sebastian Brant, deutscher Humanist und Autor, Verfasser des Narrenschiffs (* 1457)
- 17. Mai: Edward Stafford, 3. Duke of Buckingham, englischer Adeliger (* 1478)
- 28. Mai: Guillaume II. de Croÿ, burgundisch-niederländischer Politiker (* 1458)
- 08. Juni: Zhengde, Kaiser von China aus der Ming-Dynastie (* 1491)
- 15. Juni: Tamás Bakócz, ungarischer Kardinal und Politiker (* 1442)

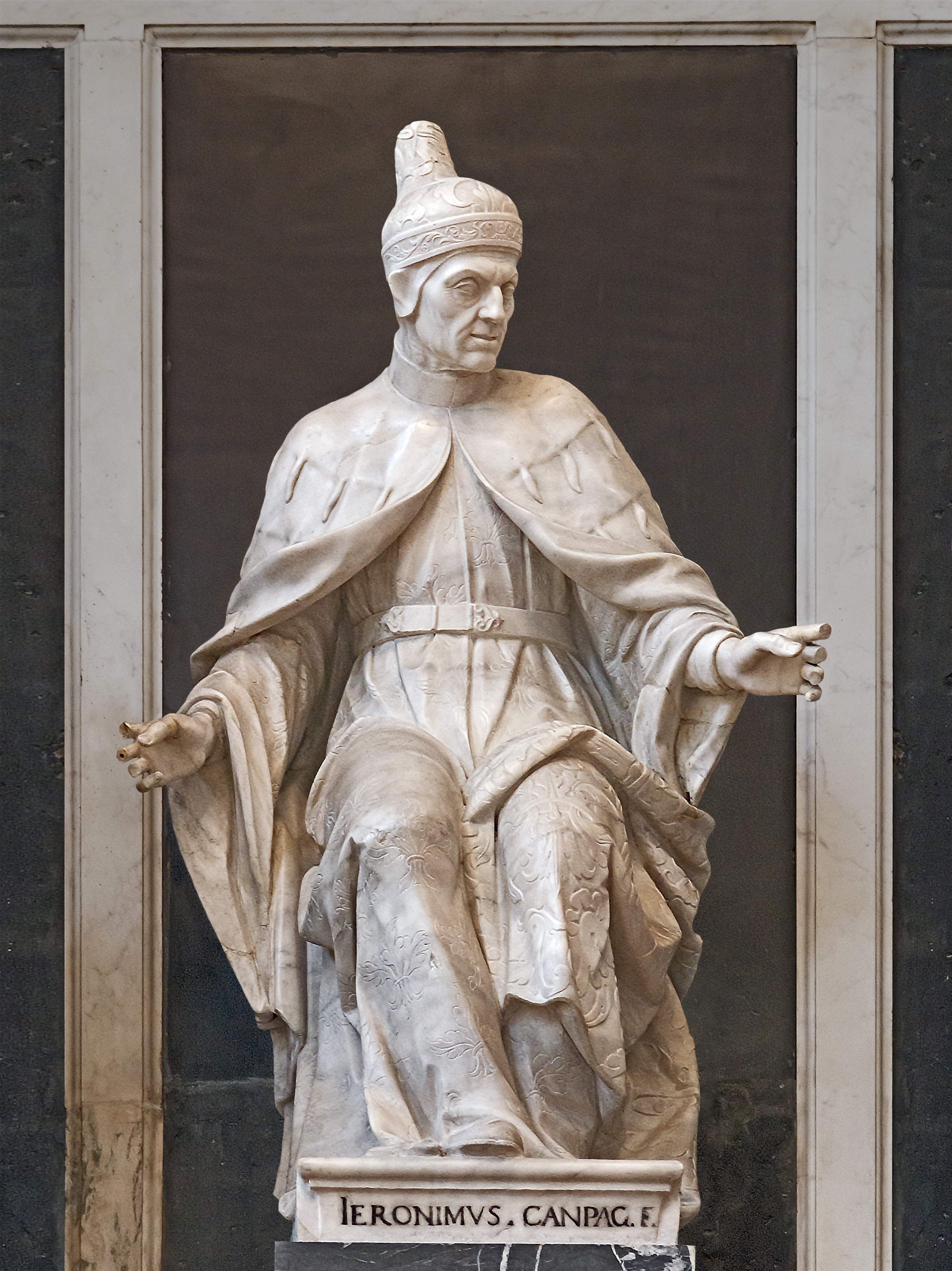
Grabmal Leonardo Loredans in San Zanipolo in Venedig

- 22. Juni: Leonardo Loredan, 75. Doge von Venedig (* 1436)
- 09. Juli: Raffaele Riario, italienischer Kardinal und Kunstmäzen (* 1460)
- 27. August: Charles de Clèves, Graf von Nevers, Eu und Rethel (* um 1491)
- 27. August: Josquin Desprez, franko-flämischer Komponist und Sänger (* um 1450/1455)
- 15. September: Neagoe Basarab, Woiwode der Walachei (* um 1481)
- 13. November: Valentin, Herzog von Troppau-Ratibor (* 1485)
- 02. November: Margarete von Lothringen, Herzogin von Alençon (* 1463)
- 26. November: Martin Karith, Bischof von Cammin

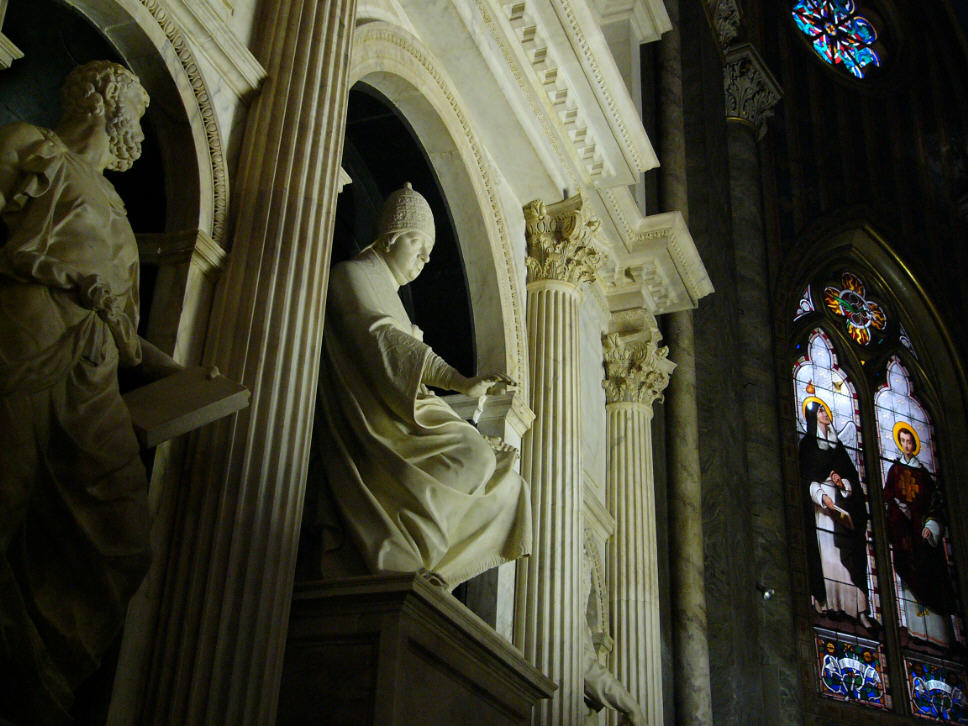
Grabmal Leos X. in Rom

- 01. Dezember: Giovanni de’ Medici, Florentiner Patrizier, unter dem Namen Leo X. Papst (* 1475)
- 08. Dezember: Christina von Sachsen, Königin von Dänemark, Schweden und Norwegen sowie Herzogin von Schleswig und Holstein (* 1461)
- 13. Dezember: Manuel I., genannt „der Glückliche“, König von Portugal (* 1469)

### Genaues Todesdatum unbekannt
- Jean Bourdichon, französischer Maler und Illuminator von Handschriften (* 1457)
- Jörg Syrlin der Jüngere, deutscher Bildhauer und Zunftmeister der Schreiner in Ulm (* um 1455)